# 明天你是否依然爱我
《明天你是否依然爱我》（英語：I Remember）是中国大陆爱情片，导演是周楠，主演是杨颖、李鸿其。

## 演出
- 杨颖 出演 赵希曼
- 李鸿其 出演 费力
- 黄柏钧 出演  老板
- 王佳佳 出演 袁晓芸
- 孙佳 出演 陈可
- 刘蔚森 出演 李快
- 冯聪 出演 冯匆匆
- 陶灏景 出演 李嘉恒
- 李思恒 出演 郑伟
- 华钰婷 出演 李婷婷
- 董可飞 出演 前台大哥

## 曲目
| 曲序 | 曲目                             |        | 作曲   | 歌手   |
| ---- | -------------------------------- | ------ | ------ | ------ |
| 1.   | 《明天你是否依然爱我》（主题曲） | 杨立德 | 童安格 | 汪苏泷 |
| 2.   | 《永不失联的爱》（推广曲）       | 饶雪漫 | 周兴哲 | 单依纯 |

## 制作
《明天你是否依然爱我》在芬兰取景。

## 上映
2020年9月24日，片方宣布该片将在12月24日上映。

## 评价
观众指出该片涉嫌抄袭泰国电影《相爱一天》。
豆瓣评分4.1分。

## 外部连接
- 豆瓣电影上《明天你是否依然爱我》的資料 （简体中文）
- 时光网上《明天你是否依然爱我》的資料（简体中文）
- 互联网电影数据库（IMDb）上《明天你是否依然爱我》的资料（英文）